# Tronc subclavier
Le tronc subclavier (ou tronc sous-clavier) est le vaisseau lymphatique drainant les nœuds lymphatiques axillaires.
Il se jette dans les veines jugulaire interne et sous-clavière, sur le côté gauche il se jette parfois dans le conduit thoracique.